# Heřman (pražský biskup)
Heřman (německy  Hermann, † 17. září 1122) byl pražský biskup v letech 1099–1122.

## Život
Jeho původ ani přesné datum narození nejsou známy. Původně zastával úřad probošta staroboleslavské kapituly. Po smrti pražského biskupa Kosmy byl Heřman v roce 1099 zvolen jako jeho nástupce.
V témže roce jej doprovázel tehdejší pražský kanovník a pozdější kronikář Kosmas k ostřihomskému arcibiskupovi Serafínovi.
Roku 1107 musel dát Heřman do zástavy u řezenských Židů zlato a biskupské pallium.